# Synagoga Chila Kligiera w Łodzi
Synagoga Chila Kligiera w Łodzi – prywatny dom modlitwy znajdujący się w Łodzi przy ulicy Skwerowej 18.
Synagoga została zbudowana w 1898 roku z inicjatywy Chila Kligiera. Mogła ona pomieścić 30 osób. Podczas II wojny światowej hitlerowcy zdewastowali synagogę.